# Jerzy Grotowski
Jerzy Marian Grotowski (Rzeszów, 11 de agosto de 1933 — Pontedera, 14 de janeiro de 1999) foi um diretor de teatro polaco e figura central no teatro do século XX, principalmente no teatro experimental ou de vanguarda.
Seu trabalho mais conhecido em português é "Em Busca de um Teatro Pobre", onde postula um teatro praticamente sem vestimentas, baseado no trabalho psicofísico do ator. A melhor tradução de "teatro pobre" seria teatro santo ou teatro ritual. Nele Grotowski leva as últimas consequências as ações físicas elaboradas por Constantin Stanislavski, buscando um teatro mais ritualístico, para poucas pessoas. Um dos seus assistentes e responsável pela divulgação e publicação de seus trabalhos é o hoje famoso teatrólogo Eugenio Barba.

## Os primeiros anos
Grotowski nasceu em Rzeszów, Polônia e viveu até a idade de sessenta e seis anos em Przemyśl. Durante a Segunda Guerra Mundial a família se separa. Sua mãe muda-se com ele para Nienadówka. Seu pai serviu como oficial no exército polonês indo para a Inglaterra. Grotowski, sua mãe e seu irmão conseguiram fugir dos nazistas e se refugiaram numa fazenda de seu tio. Este era arcebispo em Cracóvia e foi nesta época que Grotowski despertou para a vida espiritual que orientaria toda sua vida artística. O trabalho de Grotowski no teatro se torna uma espécie de busca espiritual, uma confrontação entre o homem e a mitologia. É central em seus escritos e em sua prática a figura do ator "santo".
Em 1955 Grotowski se formou em interpretação na escola técnica de teatro de Cracóvia. Logo depois ele vai para Moscou para estudar direção no (GITIS) Instituto Lunacharsky de Artes Teatrais. Ele fica em Moscou até 1956, aprendendo os caminhos trilhados pelos grandes artistas russos como Stanislavski, Vakhtangov, Meyerhold e Tairov. Depois ele retorna a Polônia e se especializa em direção, se formando em (1956–1960).

## Montagens (1957-1969)
Em 1958 ele dirigiu sua primeira peça "Deuses da Chuva" adaptada de um romance de Jerzy Krzyszton. Anunciando a notoriedade que ele teria, esta foi uma montagem que causou muita controvérsia pela forma que ele adaptou o texto. Grotowski anunciava, "Em respeito a minha atitude com o texto dramático, eu penso que o diretor deve tratá-lo apenas como um tema em cima do qual ele constrói um novo trabalho artístico que é o espetáculo teatral " (em R. Konieczna, "Przed premiera 'Pechowcow'. Rozmowa z rezyserem" / "Antes da estreia de 'O Infeliz' - Uma conversa com o diretor"). Esta abordagem ele iria incorporar em toda sua carreira, influenciando muitos artistas que o sucederam. Ainda no mesmo ano Grotowski mudou-se para Opole onde ele assumiu a direção do Teatro das 13 Fileiras. Local onde ele organizou um conjunto de atores e colaboradores artísticos que iriam ajudá-lo no desenvolvimento de sua visão artística.
Entre as muitas produções as mais famosas foram "Orfeu" de Jean Cocteau, "Shakuntala" inspirado no texto de Kalidasa, "Dziady" de Adam Mickiewicz e "Akropolis" de Stanislaw Wyspianski. Esta última foi a primeira realização completa de sua formulação de 'teatro pobre'. Nela a companhia de atores, representando prisioneiros de um campo de concentração, construíam a estrutura de um crematório em volta da plateia, enquanto representavam histórias da bíblia. Esta concepção teve particular ressonância para o público de Opole, já que o campo de concentração de Auschwitz se localiza apenas a cerca de cem quilômetros de distância. "Akropolis" foi uma peça que chamou muito a atenção e praticamente o lançou internacionalmente.
Em 1964 ele deu sequência a seu sucesso com a estreia de "A Trágica História de Doutor Faustus" adaptada de um importante autor do teatro elizabetano Christopher Marlowe. Além do uso de poucos objetos na cena, Grotowski orientou os atores a representarem diferentes objetos. Numa cena, onde o papa está presente num jantar, um ator representava a sua cadeira e outro a comida. Estes dois atores também assumiam o papel de Mephistopheles em outra parte da peça, demonstrando o caminho que Grotowski desenvolveu colocando diferentes camadas de significados em suas produções.
Em 1965 ele muda sua companhia para Wrocław com o novo nome de "Teatr Laboratorium" (Teatro Laboratório), em parte para evitar a pesada censura a que os teatros profissionais tinham que se submeter na Polônia daquele tempo.
Em 1967, fez a encenação de "O Príncipe Constante," de Calderón de la Barca. Foi sua primeira grande encenação, considerada uma das mais importantes encenações do século XX, com descrição detalhada em seu livro "Em Busca de um teatro pobre". A interpretação de Ryzsard Cieslak's, no papel principal, é considerada o melhor exemplo da técnica de interpretação buscada por Grotowski's. Através de uma experiência pessoal do ator, o personagem foi desenvolvido. A peça foi criada, desenvolvida e encenada de acordo com as características e propostas de Grotowski.
Em fase posterior Grotowski assume um estilo parateatral, explorando o significado do ritual e da performance fora do contexto da obra de arte.
1969 viu a última produção profissional de Grotowski como diretor. "Apocalypsis Cum Figuris" é também mundialmente reconhecida como uma da melhores produções teatrais do século XX. Novamente utilizando textos da biblia, esta produção é reconhecida pelos membros da companhia como uma exemplo típico da interpretação total por ele almejada. Durante o processo de ensaio, que durou três anos, Grotowski abandona as convenções do teatro tradicional e se envereda pelos caminhos de investigação do ritual.
Grotowski revolucionou o teatro e, junto com seu primeiro aprendiz, Eugenio Barba, líder e fundador do Odin Teatret e mentor do teatro antropológico, é considerado um dos mentores do teatro contemporâneo e de vanguarda. Barba foi fundamental na divulgação do trabalho de Grotowski ao mundo no ocidente, rompendo a barreira da burocracia comunista. Barba é editor de Em busca de um Teatro Pobre (1968), no qual Grotowski afirma que o teatro não deveria, porque não poderia, competir contra o espetáculo cinematográfico e deveria se concentrar em sua principal qualidade, os atores que se apresentam a frente dos espectadores.

## Fundamentos de um teatro pobre
Em seu livro podem ser encontrados os dez princípios dos estudantes de seu teatro laboratório. Grotowski escreveu este texto para uso interno. Abaixo alguns trechos:
- "(...) fazemos um jogo duplo de intelecto e instinto, pensamento e emoção; tentamos dividir-nos artificialmente em corpo e alma. (...) Em nossa busca de liberação atingimos o caos biológico."
- "A arte não é um estado da alma (no sentido de algum momento extraordinário e imprevisível de inspiração), nem um estado do homem (no sentido de uma profissão ou função social). A arte é um amadurecimento, uma evolução, uma ascensão que nos torna capazes de emergir da escuridão para uma luz fantástica."
- "como o material do ator é o próprio corpo, esse deve ser treinado para obedecer, para ser flexível, para responder passivamente aos impulsos psíquicos, como se não existisse no momento da criação - não oferecendo resistência alguma. A espontaneidade e a disciplina são os aspectos básicos do trabalho do ator, e exigem uma chave metódica."

## O "teatro pobre" de Grotowski
Segundo Grotowski, o fundamental no teatro é o trabalho com a plateia, não os cenários e os figurinos, iluminação, etc. Estas são apenas armadilhas, se elas podem ajudar a experiência teatral são desnecessárias ao significado central que o teatro pode gerar.
Em suas palavras: “A aceitação da pobreza no teatro, despojado este de tudo que não lhe é essencial, revelou-nos não somente a espinha dorsal do teatro como instrumento, mas também as riquezas profundas que existem na verdadeira natureza da forma de arte”. Dessa maneira, romper com o que é supérfluo no momento da constituição de cena poderia levar o teatro a reencontrar sua “verdadeira natureza” e sua verdade mais profunda.
O pobre em seu teatro significa eliminar tudo que é desnecessário, deixando um ator ou atriz vulnerável e sem qualquer artifício. Na Polônia, seus espetáculos eram representados num espaço pequeno, com as paredes pintadas de preto, com atores apenas com vestimentas simples, muitas das vezes toda em preto.
Seu processo de ensaio desenvolvia exercícios que levavam ao pleno controle de seus corpos para desenvolver um espetáculo que não deveria ter nada supérfluo, também sem luzes e efeitos de som, contrariando o cenário tradicional, sem uma área delimitada para a representação.
A relação com os espectadores pretendia-se direta, no terreno da pura percepção e da comunhão. Se desafia assim a noção de que o teatro seria uma síntese de todas as artes, a literatura, a escultura, pintura, iluminação, etc...

## Declaração de Princípios
(editado do texto escrito por Jerzy Grotowski para uso interno no Teatro Laboratório e, em particular, pelos atores que faziam um aprendizado, antes de serem aceitos na companhia, a fim de colocá-los em contato com os princípios básicos do trabalho ali realizado).
O ritmo de vida na civilização moderna se caracteriza pela tensão, por um sentimento de condenação, pelo desejo de esconder nossas motivações pessoais, e por uma adoção da variedade de papéis e máscaras da vida (máscaras diferentes para a nossa família, o trabalho, entre amigos, na comunidade, etc.). Gostamos de ser “científicos”, querendo dizer com isto racionais e cerebrais, uma vez que esta atitude é ditada pelo curso da civilização. Mas também queremos pagar um tributo ao nosso lado biológico, o que poderíamos chamar de prazeres fisiológicos. Portanto, fazemos um jogo duplo de intelecto e instinto, pensamento e emoção; tentamos dividir-nos artificialmente em corpo e alma. Quando tentamos nos livrar disto tudo, começamos a gritar e a bater com o pé, nos convulsionando com o ritmo da música. Em nossa busca por liberação, atingimos o caos biológico. Sofremos mais com uma falta de totalidade, atirando-nos, dissipando-nos. (…)
Por que sacrificamos tanta energia à nossa arte? Não é para ensinar aos outros, mas para aprender com eles o que nossa existência, nosso organismo, nossa experiência pessoal e ainda não treinada tem para nos ensinar; para aprender a romper os limites que nos aprisionam e a libertar-nos das cadeias que nos puxam para trás, da mentiras sobre nós mesmos que manufaturamos cotidianamente para nós e para os outros; para as limitações causadas pela nossa ignorância e falta de coragem; em resumo, para encher o vazio em nós, para nos realizarmos. A arte não é um estado da alma (no sentido de algum momento extraordinário e imprevisível de inspiração), nem um estado do homem (no sentido de uma profissão ou função social). A arte é um amadurecimento, uma evolução, uma ascensão que nos torna capazes de emergir da escuridão para a luz.
O que devemos fazer é lutar, para então descobrir, experimentar a verdade sobre nós mesmos; rasgar as máscaras atrás das quais nos escondemos diariamente. (…) A arte não pode ser limitada pelas leis da moralidade comum ou de qualquer catecismo. (…) O ato de criação nada tem a ver com o conforto externo ou com a civilidade humana convencional; quer dizer, as condições de trabalho nas quais as pessoas se sentem seguras e felizes.

## Grotowski no Brasil
O crítico carioca Yan Michalski descreve, na apresentação brasileira da terceira edição de “Em Busca de um Teatro Pobre”, a passagem do diretor polonês no país em 1974. Afirma Michalski que, em todas as conversas e pronunciamentos naquela época, Grotowski insinuou que a parte teatral daquele livro não mais o interessava, e não representava seu pensamento; que ele pessoalmente não estava mais interessado em teatro. Que em seu novo livro "Dia Santo", publicado naquela época, não tratava mais de teatro mas sim de encontros, reuniões de pequenos grupos de pessoas que conviveriam durante alguns dias, dedicando-se apenas a exercícios não verbais, em busca de uma forma privilegiada de contato não verbal, desenvolvendo suas capacidades espirituais e meditações. As técnicas teatrais eram usadas nesses encontros apenas para desencadear energias no plano espiritual. Mesmo assim Michalski revalidava a importância do livro pelas colocações teórico-práticas de formação do ator. Atualmente, Grotowski é uma forte referência no trabalho de diversas companhias e grupos de teatro, com destaque para aqueles com atuação no teatro experimental. São exemplos destes grupos que orientam suas práticas a partir dos textos e montagens grotowskianos: LUME e Studio Stanislavski (dirigido por Celina Sodré).

## Elos de uma mesma cadeia – diferentes períodos no transcurso de Jerzy Grotowski

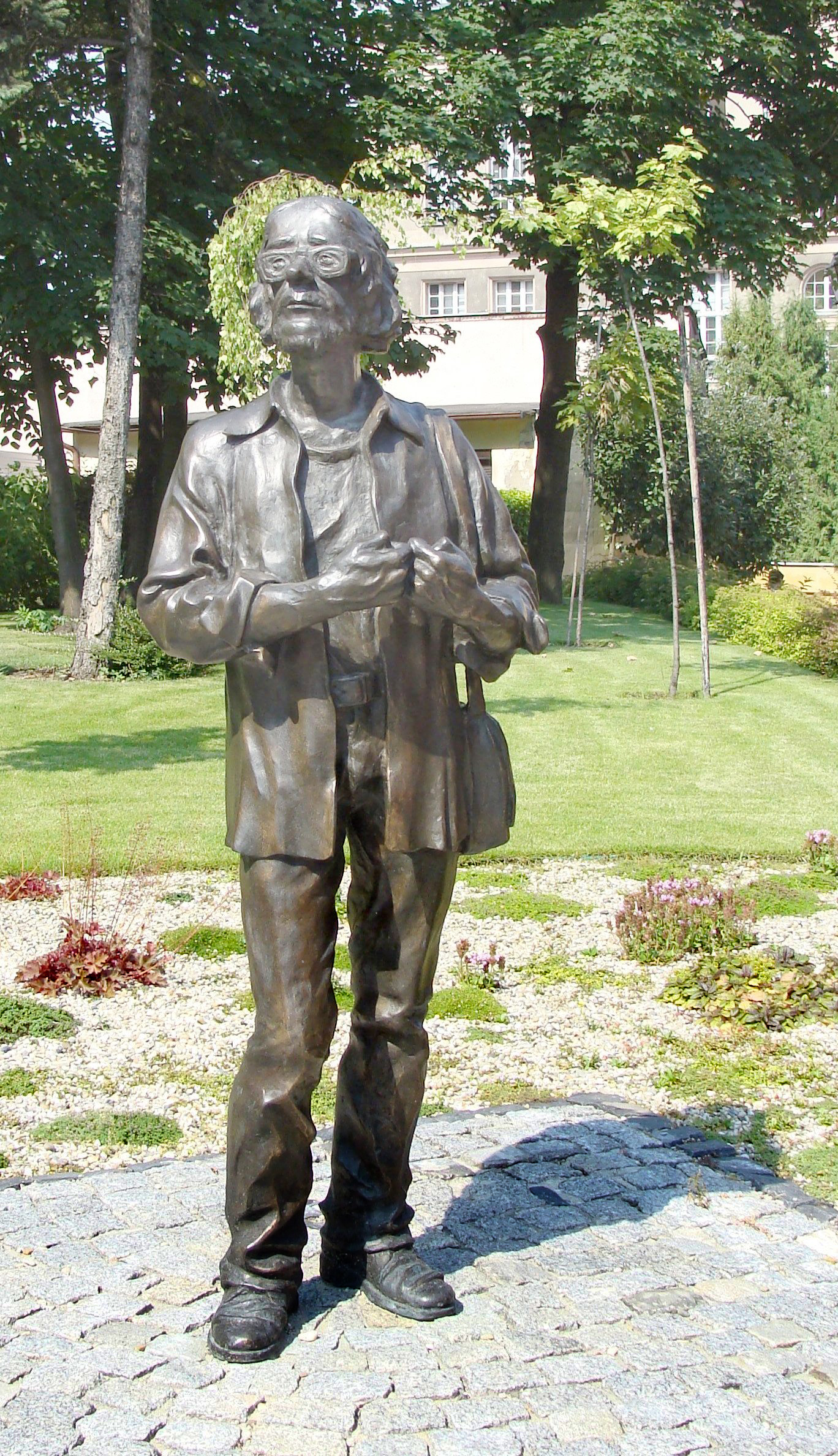
Estátua de Jerzy Grotowski em Opole.

(Ver artigo original: www.embap.pr.gov.br)
Jerzy Grotowski, encenador polonês, é um dos principais nomes do teatro do século XX, estando entre os quatro maiores diretores do século, segundo Richard Schechner, juntamente com Stanislavski, Meyerhold e Brecht. Jaroslaw BIELSKI (1999: 9) o considera o mais importante da segunda metade do século. Suas teorias e práticas influenciaram e seguem influenciando inúmeros encenadores e grupos em todos os continentes.
Grotowski iniciou no teatro durante a década de 1950, e na década seguinte tornou-se mundialmente conhecido. Nos anos de 1970 abandonou o teatro, dedicando-se a pesquisas e experimentações que fogem à cena, embora estabeleça algumas relações com o teatro, tornando-se uma figura emblemática. Lisa Wolford, inicia a introdução geral do livro The Grotowski sourcebook, reconhecendo a trajetória de Grotowski como uma multifacetada viagem criativa em uma das carreiras mais originais e excêntricas nos anais da história do teatro (SCHECHNER; WOLFORD, 1997: 1).
A maioria dos textos existentes sobre os trabalhos de Grotowski é composta de artigos ou transcrições de palestras e entrevistas realizadas mundo afora. Sua obra mais conhecida é Em busca de um Teatro Pobre, publicada originalmente em inglês em 1968, e que teve sua primeira publicação no Brasil em 1971. Consiste em uma coletânea de textos, resultado do esforço de seus discípulos e admiradores. Grotowski, apesar de ter-se interessado em discutir suas idéias, nunca se interessou por escrever um livro, muito menos por estabelecer técnicas e métodos. Jennifer KUMIEGA ressalta que Grotowski
repudia qualquer referência aos “métodos” de Grotowski, resistindo enfaticamente a qualquer tentativa de categorizar e ‘normalizar’ os resultados de sua investigação teatral, com a finalidade de criar um método comercializável semelhante aos de Stanislavski e Brecht. (...) para o grupo do Teatro Laboratório não existe nenhuma técnica, exercício ou método de valor absoluto, como tampouco existe um traço permanente em seu treinamento. (1986: 242)
Ou, nas palavras do próprio GROTOWSKI: “não acredito em fórmulas” (1971: 165). Sem querer criá-las, procurava descobrir leis objetivas dos processos teatrais, defendendo contudo que cada qual devia criar seu próprio caminho de verificação e criação. Mesmo assim, não foram, nem são, poucas as montagens feitas que se auto-proclamam “grotowskianas”, que se apropriam de técnicas e estéticas, cometendo equívocos tremendos. Em razão disso, Harold CLURMAN (1997) analisa o contexto cultural no qual Grotowski emerge, identificando alguns aspectos de sua história que o levam a realizar um teatro de características tão próprias. Contexto dotado de particularidades que fazem com que não se possa simplesmente empreender uma apropriação ou cópia do Teatro Pobre. E Grotowski estava ciente disso.
Grotowski é um cidadão da Polônia, que foi arrasada e dizimada pela invasão nazista e pelos campos de concentração concomitantes. Nascido em 1933, ele é testemunha e herdeiro, assim como a maioria de seus atores, da devastação de seu país. A marca daquela carnificina está no trabalho deles. É um monumento abstrato às conseqüências espirituais daquele evento horrendo.E é por isso que a maioria das produções feitasà la Grotowski são necessariamente em sua maioria fraudulentas. Seu teatro tem suas raízes arraigadas em uma experiência local especifica. É orgânico com uma tradição vivida, que foi estilhaçada e difamada por uma iniquidade inimaginável e vergonha sem limite. Onde falta a uma arte os alicerces das realidades correspondentes, ela é ornamento, entretenimento, ou mais fingimento. (CLURMAN, 1997: 164)
Dentro desse contexto, parece-me significativo também mencionar a observação que o crítico polonês Jan Kott faz sobre o funcionamento do Teatro Laboratório.  Embora o teatro de Grotowski fosse patrocinado pelo governo polonês, o subsídio destinado era definitivamente insuficiente. KOTT (1997: 134) afirma que “durante os primeiros dois ou três anos, Grotowski e seus atores passaram fome – e de maneira alguma no sentido figurado. Pobreza foi primeiro uma prática desse teatro; só mais tarde é que ela foi elevada à dignidade da estética.” As realizações e concepções de Grotowski são marcadas de forma intrínseca à sua realidade.
Embora Grotowski não tenha tido uma boa recepção na Polônia nos primeiros anos de seu trabalho, inclusive tendo que cancelar espetáculos por falta de público, KUMIEGA (1986) destaca que sua aparição fora da Polônia foi considerada por alguns como algo quase messiânico. Diante do cinema e da televisão, que cresciam em desenvolvimento tecnológico, Grotowski, ao se perguntar pelo que seria especificamente teatral, pelo elemento distintivo de outras formas artísticas e de comunicação de massa, chegou a uma conclusão chave: o que faz o teatro único é a possibilidade de relação direta entre ator e espectador. “Podemos então definir o teatro como o que ocorre entre o espectador e o ator. Todas as outras coisas são suplementares” (GROTOWSKI, 1971: 18). Ou, dito de forma mais sintética: “A essência do teatro é um encontro” (GROTOWSKI, 1971: 41). Concentrando-se no trabalho do ator e na relação com o espectador, Grotowski delineia o Teatro Pobre optando por uma encenação de extrema economia de recursos cênicos (cenográficos, indumentários, etc), eliminando tudo o que não seja extremamente essencial à cena. Com isso, ele também apresentou uma proposta que não deixava de ser a eliminação de uma dependência tecnológica e de um pensamento de competitividade com o cinema e com a TV.
O trabalho de Grotowski pode ser dividido em diferentes períodos, seguindo indicações do próprio encenador. Existem algumas pequenas diferenças entre a classificação das fases apresentada pelo pesquisador italiano Marco de Marinis e a feita pelo pesquisador polonês Zbigniew Osinski, nenhuma extremamente significativa. Apresentamos a seguir uma fusão destas, em cinco períodos.
O primeiro período é denominado de Teatro de representação ou Teatro de espetáculos, e corresponde aos anos de 1957 a 1969. Dentro desse período podem ser apontados três momentos distintos: de 1957, quando Grotowski começa com os estudos como ator na Escola Superior de Arte de Cracóvia, até 1960, tendo recebido uma bolsa que o levou a estudar Direção em Moscou. Destes anos constam algumas montagens acadêmicas que, conforme MARINIS (1988: 94), evidenciam sem dúvida alguma seu caráter de ensaios juvenis, impregnados de intelectualismo.
O segundo momento está associado ao início de seu trabalho no “Teatro das 13 filas”, fundado em 1959, em Opole, Polônia, com a colaboração do escritor Ludwik Flaszen. Aqui, mesmo dentro de um certo ecletismo, já se podia identificar “ainda que em estado embrionário, alguns dos elementos chaves ao redor dos quais girará, se radicalizando cada vez mais, toda a investigação posterior de Grotowski: a autonomia do teatro em relação a matriz literária (...); o protagonismo do ator e sua expressão física; o contato com o espectador” (MARINIS, 1988: 94). Realizaram apresentações em Opole e em turnês pela Polônia. Entre os primeiros espetáculos se encontram: Orfeu, segundo Cocteau (1959), Caim, segundo Byron (1960), Mistério Bufo, segundo Maiakosvski (1960), Sakuntala, segundo Kalidasa (1960), Os antepassados (Forefathers’ Eve), segundo Mickievicz (1961).
Dentro do período dos espetáculos, pode-se identificar um terceiro momento, que corresponde ao período de 1962 a 1969, quando passa a investigar e explorar a base fundamental da comunicação teatral, criando, ainda em Opole, o Teatro Laboratório. Em 1965 a ênfase do teatro de Grotowski é oficialmente reconhecida quando mudam-se para a cidade de Wroclaw, capital cultural da Polônia Oriental, ampliando o nome para Teatro Laboratório - Instituto de Investigação do Ator. A ênfase naquele momento não era tanto a produção de espetáculos; passaram a dedicar mais tempo à investigação, estabelecendo pesquisas metodológicas em torno de objetivos definidos de forma científica (estando cientes de que o âmbito teatral não é científico e nele nem tudo pode ser definido). Nesse período a poética do Teatro Pobre e as experimentações sobre o trabalho do ator chegam ao apogeu e conquistam a aceitação internacional através de alguns espetáculos que são apresentados fora da Polônia. Foram montados os seguintes espetáculos:Kordian, segundo Slowacki (1962), Akropolis, segundo Wyspianski (1962, tendo cinco variantes até 1967), A trágica história do Dr. Fausto, segundo Marlow (1963), Estudos sobre Hamlet, segundo Shakespeare e Wyspianski (1964), O príncipe constante, segundo Calderón e Slowacki (1965, com outras duas variações no mesmo ano - este espetáculo realizou diversas turnês pela Europa e América, sendo o que tornou o trabalho de Grotowski mundialmente conhecido), Apocalysis cum figuris, montagem envolvendo fragmentos de textos de diversos autores, como a Bíblia, T.S. Eliot, Dostoievski e Simone Weil (1968-1969, tendo sucessivas versões até 1980).
O segundo período é o Parateatral ou Teatro participativo. Após voltar de uma longa estadia na Índia, Grotowski, aos 39 anos, anuncia que não voltará a preparar novos espetáculos. “Ao invés de repetir suas conquistas anteriores, Grotowski preferiu mudar sua atividade profissional para áreas inexploradas até ali, na interseção entre a performance, a antropologia e os estudos rituais.” (WOLFORD, 1997: 3). Ele interrompeu então a atividade teatral propriamente dita para dedicar-se à investigações referentes à intercomunicação e ao encontro entre as pessoas, sendo o encontro, a reunião, o foco central. Em 1970, enquanto participava do Festival da América Latina na Colômbia, esclareceu: “na minha vida, este é um momento crucial. O que é teatro, ‘técnica’, metodologia, está ultrapassado para mim. O que há anos tendia em mim para outros horizontes, acaba de chegar ao auge. (...) já respiro outro ar. Meus pés já tocam outro solo e outro apelo aguilhoa os meus sentidos.” (GROTOWSKI, 1992?: 25)
A partir de então não serão criados novos espetáculos para o público. Paralelo às apresentações de Apocalysis cum figuris, que se estenderá por vários anos, Grotowski reúne um grupo de pessoas que passam a trabalhar nas pesquisas parateatrais. Pelo resto de sua vida, as relações com uma audiência corresponderão a, no máximo, demonstrações dos trabalhos e pesquisas realizadas. Também se tornarão escassas informações sobre suas pesquisas, consistindo em relatos não muito objetivos de participantes externos ocasionais e palestras eventualmente proferidas. Essa fase se estende durante toda a década de 1970, especialmente entre 1975 e 1979.
Além dos integrantes do período dos espetáculos, foram incluídas pessoas novas, além de atores, também músicos, pintores, psicólogos, psiquiatras, sociólogos, antropólogos, estudantes, etc. Os eventos eram cuidadosamente estruturados e duravam dias, às vezes semanas, ocorrendo em espaços fechados ou em florestas e montanhas. Robert FINDLAY  diz que  “Grotowski insistiu que tais projetos não deveriam ser considerados treinamento de ator, psicoterapia, misticismo secular ou, necessariamente, como arte per se. Disse que as experiências simplesmente criavam um meio de possibilitar a indivíduos criativos uma “reunião” em uma atmosfera cuidadosamente estruturada para esses encontros.” (1997: 174)
O terceiro período está relacionado ao Teatro das fontes ou Teatro das origens que corresponde ao período de 1976 a 1982, quando Grotowski se propõe a recuperar interesses antropológicos e histórico-religiosos que sempre cultivou, dedicando-se ao homem e às suas técnicas de conduta, especialmente corporais. MARINIS afirma que “considerando desde esta perspectiva, o teatro, daí em diante, só constitui uma destas técnicas, junto com os distintos rituais de transe e possessão, os métodos de oração e meditação, a yoga e o Zen, com suas respectivas concepções e práticas do corpo, etc.” (1988: 97) Nesse período, Grotowski empenhou-se em diversas expedições investigativas transculturais, perseguindo ritos arcaicos ainda vivos no Haiti, onde se aproximou do vodu, Bengala na Índia, lidando com a tradição dos bauls (yoguis e artistas), na Nigéria, com as iorubás, no México com os huicholes (OSINKI, 1993: 96). Ele trabalhou com um grupo de pessoas provindas de culturas diversas, como Índia, Colômbia, Bengala, Haiti, Japão, Polônia, França, Alemanha, México e Estados Unidos
Em 1982 Grotowski refugiou-se nos Estados Unidos, onde trabalhou na Universidade da Califórnia em Irvine. Ali empreendeu o programa Objective Drama, a quarta fase, considerada como uma fase de transição, entre 1982 e 1985. Trabalhando através de workshops com assitentes-instrutores oriundos também de diferentes culturas, junto a alunos da faculdade de teatro, artistas interessados e também especialistas de diversas ciências sociais, Grotowski se propõe a “uma investigação sobre a existência de ‘fragmentos performativos’ comuns aos diferentes grupos étnicos, culturais ou religiosos enquanto concernem ao ser humano como tal” (MARINIS, 1988: 97), procurando identificar valores sobreindividuais, “fragmentos de atuação” que já existiam desde antes da separação da arte de outros campos da vida (OSINKI, 1993: 97).
Durante esse período, em 1984 mais precisamente, Grotowski conheceu Thomas Richards, que à época era um ator em formação que começou a freqüentar os estágios ministrados por Grotowski. Richards foi escolhido pelo pesquisador polonês para ser seu “herdeiro espiritual”, o continuador de suas investigações, acompanhando Grotowski a partir de então.
O quinto período inicia-se em 1986, e é denominado de A arte como veículo (termo que Peter Brook utilizou para definir esse trabalho) ou Artes rituais, considerado pelo próprio Grotowski como a etapa final de sua pesquisa. A partir de então, ele retira-se para Pontedera, interior da Itália, iniciando o Workcenter of Jerzy Grotowski, trabalhando junto com Richards e outros dois assistentes. A arte como veículo tem como meta o impacto sobre o atuante, e não o espectador (como a arte para representação): “não busca a montagem na percepção dos espectadores, mas nas pessoas que fazem” (GROTOWSKI, 1993: 7). O trabalho está baseado na exploração de canções vibratórias ligadas a práticas rituais afro-caribenhas, visando provocar transformações de energia. Os atuantes empenham-se em uma montagem, em ações detalhadas e precisas de “grande competência artesanal” que não visam ser apresentadas para espectadores. O objetivo de pôr o corpo em estado de obediência e desafiar o corpo, criando a Action (“uma estrutura performática ainda em pleno desenvolvimento, em que cada integrante possui uma partitura bem definida e detalhada de ações físicas conduzidas por algumas canções tradicionais” (CALVERT, 2002: 96)) desenvolve-se em trabalhos sistemáticos seis dias por semanas, de oito a catorze horas por dia, visando “alcançar o que Grotowski chama de verticalidade, isto é, uma transformação qualitativa da energia vital que implica numa modificação do estatuto ontológico do agente” (CALVERT, 2002: 92).
A arte como veículo é definida por Grotowski como a extremidade oposta à arte como representação, em uma corrente da performing arts. Imaginando o teatro em uma extremidade e a arte como veículo em outra, aponta fases intermediárias, como elos interligados de uma mesma corrente, o que leva a concluirmos, como Dorys CALVERT, que “o trabalho de Grotowski posterior a 1970 permanece dentro da esfera teatral; o que mudou foi a direção de sua pesquisa” (2002: 91). CALVERT salienta ainda que “o termo ‘veículo’ já indica um movimento, uma intenção, um caminho que aponta para uma meta situada fora dos limites do campo artístico. Por outro lado, trata-se, ainda, de manifestação artística” (2002: 91).
Pesquisadores como Peter Brook, Lisa Wolford e Marco de Marinis destacam significativamente que os elementos aos quais Grotowski passa a dedicar-se já estavam presentes ao longo de seu processo, consistindo, portanto, numa redefinição do foco de pesquisa.
Em uma observação mais atenta não é difícil descobrir em sua evolução de mais de trinta anos, uma continuidade substancial no que se refere aos objetivos de fundo, que definitivamente sempre estiveram relacionados com o homem e com sua viagem para a verdade através de um processo de auto-revelação total, que vai além da máscara do cotidiano, do social e do cultural. (MARINIS, 1988: 98)
A condição do homem (ator ou não) e a relação entre os homens são interesses que acompanham Grotowski. “Interesso-me pelo ator porque ele é um ser humano” (GROTOWSKI, 1971: 81), já dizia em 1967. O teatro poderia ser, então, colocado como um espaço que apresenta determinadas condições que favorecem certos aspectos, sendo portanto, “um meio e um momento, que por mais importante que seja, está dentro de uma trajetória cognitiva muito mais ampla” (MARINIS, 1988: 98). OSINSKI (1993: 105) chama a atenção ao fato de que Grotowski desenvolveu ao longo de sua vida investigações em duas direções simultâneas: “a pessoal, interna, esotérica, para ele mesmo e eventualmente algumas outras pessoas, e a externa, pública, esotérica. Essa primeira vertente constitui sempre a base de seu trabalho, mais ou menos oculta para o exterior”. Não é, portanto, um abrupto abandono do teatro que Grotowski empreende, antes uma opção por explorar os aspectos ocultos. Se considerarmos em traços gerais, poderemos identificar que nas fases pós-teatrais ele, num primeiro momento, aprofunda o encontro e, num segundo, busca a precisão e o detalhe – ambos aspectos pertencentes a suas investigações no período do  Teatro Pobre.
De forma elucidativa, WOLFORD apresenta as motivações proferidas pelo próprio Grotowski sobre sua entrada no teatro, o que definitivamente atribui uma melhor compreensão da trajetória:
Grotowski via as várias fases de sua obra unidas por certos desejos e perguntas consistentes, sublinhando interesses que o fascinavam desde a infância, muito antes de ele ter sequer pensado em desenvolver um trabalho no campo do teatro. Na verdade, Grotowski afirmava que foi quase por acaso que ele escolheu a carreira do teatro. Quando chegou a época dele ingressar na universidade, ele estava decidindo entre três campos diferentes que julgava lhe oferecerem mais ou menos as mesmas oportunidades para ir atrás de seus interesses centrais: teatro, sânscrito e psicologia. O exame de admissão para a faculdade de teatro foi agendado primeiro, e quando Grotowski (ao contrário de suas próprias expectativas) passou para o curso de teatro ele resolveu se matricular. Grotowski sugere que os impulsos por trás da sua obra teriam sido os mesmos, mesmo que ele tivesse decidido seguir carreira em outra área.(1997: 6)
Embora não destinado a espectadores, o trabalho de Pontedera era aberto de tempos em tempos para “testemunhas”, especialistas e artistas convidados, assim como muitos grupos teatrais (segundo WOLFORD (1997: 14), cerca de 150 companhias até 1996), promovendo a discussão e estabelecendo uma dinâmica de compartilhar. As pesquisas, dessa maneira, mantêm uma relação viva com o campo teatral. Grotowski advoga sobre isso:
Com A arte como veículo somos somente uma extremidade da longa cadeia e esta extremidade tem que permanecer em contato – de um ou outro modo – com a outra extremidade que é A arte como representação. Ambas extremidades pertencem a mesma ampla família. Deve existir a possibilidade de uma passagem: de descobertas técnicas, da consciência artesanal... Tudo isto tem que poder passar se não queremos estar completamente cortados do mundo. (GROTOWSKI, 1993: 16)
A preocupação em propor questões ao teatro e não impor absolutos sempre acompanhou Grotowski – não se pode impor a verdade de cada um.

## Sobre o método das ações físicas

### Jerzy Grotowski
Os atores pensavam poder organizar seu papel através das emoções e Stanislavski por muitos anos de sua vida pensou assim, de maneira emotiva.  O velho Stanislavski descobriu verdades fundamentais e uma delas, essencial para o seu trabalho, é a de que a emoção é independente da vontade.  Podemos tomar muitos exemplos da vida cotidiana.  Não quero estar irritado com determinada situação mas estou.  Quero amar uma pessoa mas não posso amá-la, me apaixono por uma pessoa contra a minha vontade, procuro a alegria e não acho, estou triste, não quero estar triste, mas estou.  O que quer dizer tudo isso?  Que as emoções são independentes da nossa vontade.  Agora, podemos achar toda a força, toda a riqueza de emoções de um momento, também durante um ensaio, mas no dia seguinte isto não se apresenta porque as emoções são independentes da vontade.  Esta é uma coisa realmente fundamental.  Ao contrário, o que é que depende da nossa vontade?  São as pequenas ações, pequenas nos elementos de comportamento, mas realmente as pequenas coisas - eu penso no canto dos olhos, a mão tem um certo ritmo, vejo minha mão com meus olhos, do lado dos meus olhos quando falo minha mão faz um certo ritmo, procuro concentrar-me e não olhar para o grande movimento de leques (referência às pessoas se abanando no auditório) e num certo ponto olho para certos rostos, isto é uma ação.  Quando disse olho, identifico uma pessoa, não para vocês, mas para mim mesmo, porque eu a estou observando e me perguntando onde já a encontrei.  Vejam a posição da cabeça e da mão mudou, porque fazemos sempre uma projeção da imagem no espaço; primeiro esta pessoa aqui, onde a encontrei, em qualquer lugar a encontrei, qualquer parte do espaço e agora capto o olhar de um outro que está interessado e entende que tudo isso são ações, são as pequenas ações que Stanislavski chamou de físicas.  Para evitar a confusão com sentimento, deve ser formulável nas categorias físicas, para ser operativo.  É nesse sentido que Stanislavski falou de ações físicas.  Se pode dizer física justamente por indicar objetividade, quer dizer, que não é sugestivo, mas que se pode captar do exterior.
O que é preciso compreender logo, é o que não são ações físicas.  As atividades não são ações físicas.  As atividades no sentido de limpar o chão, lavar os pratos, fumar cachimbo, não são ações físicas, são atividades.  Pessoas que pensam trabalhar sobre o método das ações físicas fazem sempre esta confusão.  Muito freqüentemente o diretor que diz trabalhar segundo as ações físicas manda lavar pratos e o chão.  Mas a atividade pode se transformar em ação física.  Por exemplo, se vocês me colocarem uma pergunta muito embaraçosa, que é quase sempre a regra, eu tenho que ganhar tempo.  Começo então a preparar meu cachimbo de maneira muito "sólida".  Neste momento vira ação física, porque isto me serve neste momento.  Estou realmente muito ocupado em preparar o cachimbo, acender o fogo, assim DEPOIS posso responder à pergunta.
Outra confusão relativa às ações físicas, a de que as ações físicas são gestos.  Os atores normalmente fazem muitos gestos pensando que este é o mistério.  Existem gestos profissionais - como os do padre.  Sempre assim, muito sacramentais.  Isto são gestos, não ações.  São pessoas nas situações de vida.  Pois sobretudo nas situações de tensão, que exigem resposta imediata, ou ao contrário em situações positivas, de amor, por exemplo, também aqui se exige uma resposta imediata, não se fazem gestos nessas situações, mesmo que pareçam ser gestos.  O ator que representa Romeu de maneira banal fará um gesto amoroso, mas o verdadeiro Romeu vai procurar outra coisa; de fora pode dar a impressão de ser a mesma coisa, mas é completamente diferente.  Através da pesquisa dessa coisa quente, existe como que uma ponte, um canal entre dois seres, que não é mais físico.  Neste momento Julieta é amante ou talvez uma mãe.  Também isto, de fora, dá a impressão de ser qualquer coisa de igual, parecida, mas a verdadeira reação é ação.  O gesto do ator Romeu é artificial, é uma banalidade, um clichê ou simplesmente uma convenção, se representa a cara de amor assim.  Vejam a mesma coisa com o cachimbo, que por si só é banal, transformando-a a partir do interior, através da intenção - nesta ponte viva, e a ação física não é mais um gesto.
O que é gesto se olharmos do exterior?  Como reconhecer facilmente o gesto?  O gesto é uma ação periférica do corpo, não nasce no interior do corpo, mas na periferia.  Por exemplo, quando os camponeses cumprimentam as visitas, se são ainda ligados à vida tradicional, o movimento da mão começa dentro do corpo (Grotowski mostra), e os da cidade assim (mostra).  Este é o gesto.  Ação é alguma coisa mais, porque nasce no interior do corpo.  Quase sempre o gesto encontra-se na periferia, nas "caras", nesta parte das mãos, nos pés, pois os gestos muito freqüentemente não se originam na coluna vertebral.  As ações, ao contrário, estão radicadas na coluna vertebral e habitam o corpo.  O gesto de amor do ator sairá daqui, mas a ação, mesmo se exteriormente parecer igual será diversa, começa ou de qualquer parte do corpo onde existe um plexo ou da coluna vertebral, aqui estará na periferia só o final da ação.  É preciso compreender que há uma grande diferença entre Sintomas e Signos/Símbolos.  Existem pequenos impulsos do corpo que são Sintomas.  Não são realmente dependentes da vontade, pelo menos não são conscientes - por exemplo, quando alguém enrubesce, é um Sintoma, mas quando faz um Símbolo de estar nervoso, este é um Símbolo (bate com o cachimbo na mesa).  Todo o Teatro Oriental é baseado sobre os Símbolos trabalhados.  Muito freqüentemente na interpretação do ator estamos entre duas margens.  Por exemplo, as pernas se movem quando estamos impacientes.  Tudo isso está entre os Sintomas e Símbolos.  Se isto é derivado e utilizado para um certo fim se transforma em uma ação.
Outra coisa é fazer a relação entre movimento e ação.  O movimento, como na coreografia, não é ação física, mas cada ação física pode ser colocada em uma forma, em um ritmo, seria dizer que cada ação física, mesmo a mais simples, pode vir a ser uma estrutura, uma partícula de interpretação perfeitamente estruturada, organizada, ritmada.  Do exterior, nos dois casos, estamos diante de uma coreografia.  Mas no primeiro caso coreografia é somente movimento, e no segundo é o exterior de um ciclo de ações intencionais.  Quer dizer que no segundo caso a coreografia é parida no fim, como a estruturação de reações na vida.
De uma palestra proferida por Grotowski no Festival de Teatro de Santo Arcangelo (Itália), em junho de 1988.